# Babicze (Królewszczyzna)
Babicze – obecnie część agromiasteczka Królewszczyzna na Białorusi, w obwodzie witebskim, w rejonie dokszyckim, w sielsowiecie Królewszczyzna.
Dawniej samodzielna wieś.

## Historia
W czasach zaborów w granicach Imperium Rosyjskiego.
W dwudziestoleciu międzywojennym wieś leżała w Polsce, w województwie wileńskim, w powiecie dziśnieńskim, do 11 kwietnia 1929 w gminie Dokszyce, następnie w gminie Porpliszcze.
Według Powszechnego Spisu Ludności z 1921 roku zamieszkiwało tu 279 osób, 33 było wyznania rzymskokatolickiego a 246 prawosławnego. Jednocześnie 3 mieszkańców zadeklarowało polską przynależność narodową a 276. Było tu 56 budynków mieszkalnych. W 1931 w 62 domach zamieszkiwało 311 osób.
Miejscowość należała do parafii rzymskokatolickiej w Zaszcześlach i prawosławnej w Porpliszczach. Podlegała pod Sąd Grodzki w Dokszycach i Okręgowy w Wilnie; właściwy urząd pocztowy mieścił się w Królewszczyźnie.